# Mezquita Yeni Valide

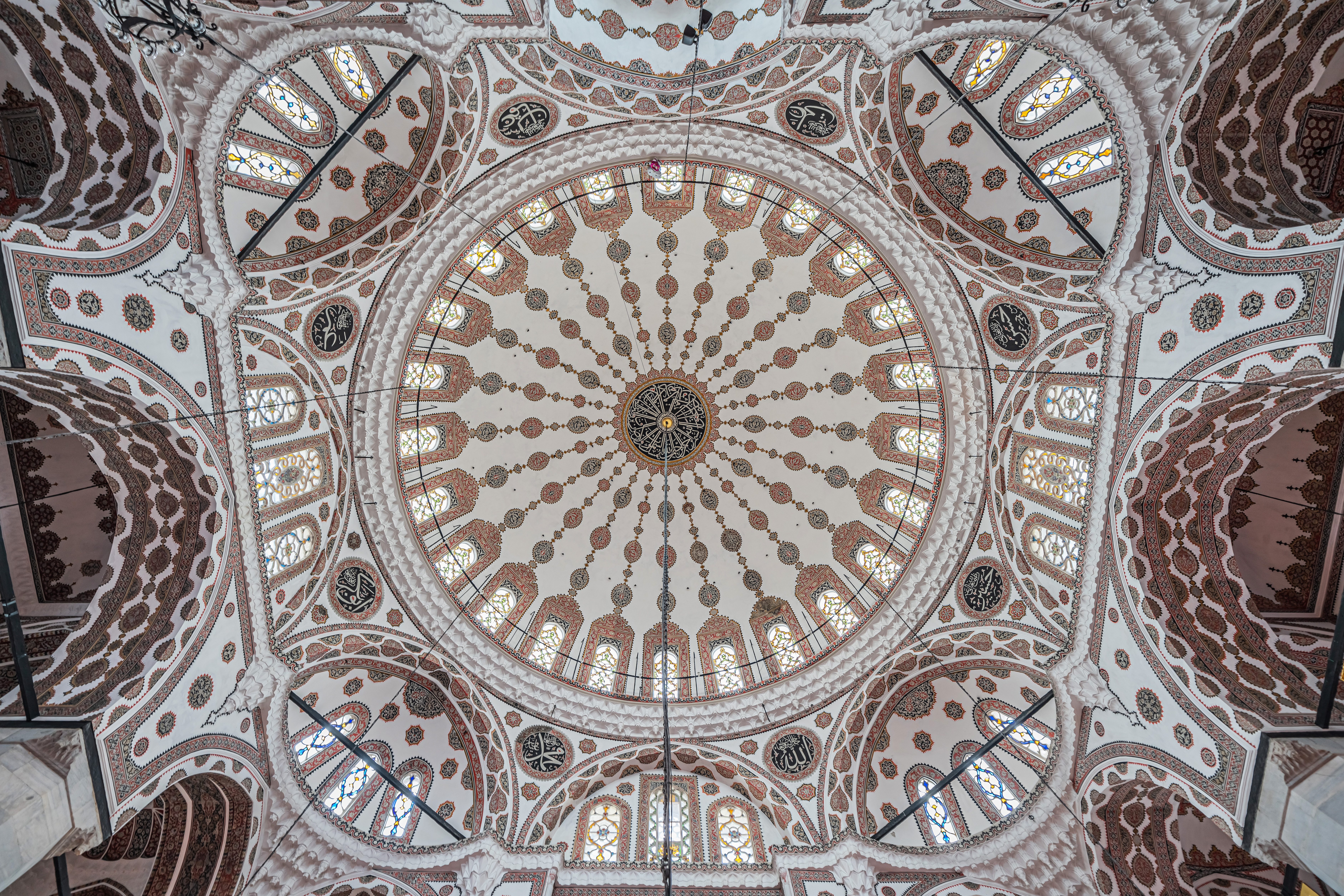
Interior de la cúpula de la Mezquita.

La mezquita Yeni Valide (en turco: Yeni Valide Camii) es una mezquita otomana situada en el distrito de Üsküdar, en la ciudad de Estambul. 
Fue construida entre los años 1708 y 1710 por Emetullah Râbi'a Gülnûş, madre del sultán Ahmed III. La mezquita tiene dos minaretes con dos balcones cada uno. La obra caligráfica del interior es obra de Hezarfen.
- Datos: Q2334567
- Multimedia: Yeni Valide Mosque / Q2334567